# 83º Campeonato Brasileiro Absoluto de Xadrez
O 83º Campeonato Brasileiro Absoluto de Xadrez foi uma competição de xadrez organizada pela CBX referente ao ano de 2016. A fase final foi disputada na cidade de Rio de Janeiro (RJ) de 6 a 14 de fevereiro de 2017. O campeão foi o GM Everaldo Matsuura.

## Semifinais — Região 1 (Sul, Sudeste e Centro-Oeste)
Torneio classificatório da Região Sul/Sudeste/Centro-Oeste realizado em Goiânia entre 12 e 15 de novembro de 2016 em 7 rodadas pelo Sistema Suíço (mais 6 rodadas de desempate) que definiram as 4 vagas para a fase final.
Tempo para cada jogador: 90 minutos + 30 segundos de acréscimo por lance.
Sistema de pontuação
- 1,0 ponto por vitória
- 0,5 ponto por empate
- 0,0 ponto por derrota

Critérios de desempate
1. Novo Confronto (somente no caso de empate que define a última vaga)
2. Resultado do Confronto Direto (Somente caso todos os empatados tenham se enfrentado)
3. Buchholz (excluindo o pior resultado)
4. Buchholz Total
5. Sonnenborn Berger

| Pos. | Título | Nome                               | UF | Pontos | Novo | Confronto | M-Buch | Buch | Berger | Rating |
| ---- | ------ | ---------------------------------- | -- | ------ | ---- | --------- | ------ | ---- | ------ | ------ |
| 1º   | GM     | Andre Diamant                      | GO | 5,5    |      | 1,0       | 26,5   | 30,0 | 23,25  | 2505   |
| 2º   | CM     | Vitor Roberto Castro Carneiro      | SC | 5,5    |      | 0,0       | 26,0   | 28,0 | 20,25  | 2415   |
| 3º   | CM     | Rafael Figueiredo de Paula         | GO | 4,5    | 5,0  | --        | 23,5   | 24,5 | 13,25  | 2254   |
| 4º   | IM     | Renato Rodrigues Quintiliano Pinto | PR | 4,5    | 3,0  | --        | 27,5   | 31,0 | 8,25   | 2487   |
| 5º   | GM     | Everaldo Matsuura                  | SC | 4,5    | 3,0  | --        | 25,0   | 26,0 | 15,25  | 2484   |
| 6º   | NM     | Leandro Fabricio Campelo           | SP | 4,5    | 1,0  | --        | 22,5   | 23,5 | 12,75  | 2191   |
| 7º   | FM     | Carlos Martins                     | PR | 4,0    |      | 0,5       | 25,5   | 28,5 | 13,75  | 2280   |
| 8º   | -      | Gabriel Gonzaga Garcia             | GO | 4,0    |      | 0,5       | 23,0   | 24,0 | 11,50  | 2169   |
| 9º   | FM     | Álvaro Zimmerman Aranha Filho      | SC | 3,5    |      | --        | 27,0   | 29,0 | 13,00  | 2325   |
| 10º  | NM     | William Jorge Froes Yano           | PR | 3,5    |      | --        | 21,5   | 23,5 | 10,50  | 2076   |
| 11º  | -      | Elias Moysés Sobrinho              | SC | 3,5    |      | --        | 21,5   | 22,5 | 8,25   | 1939   |
| 12º  | FM     | Roberto Assumpção                  | SP | 3,0    |      | --        | 23,0   | 25,0 | 7,50   | 2177   |
| 13º  |        | Jair Humberto da Silva Filho       | GO | 3,0    |      | --        | 20,0   | 21,0 | 6,25   | 2005   |
| 14º  | -      | Sidnei Juliani                     | GO | 3,0    |      | --        | 17,5   | 18,5 | 4,00   | 1868   |
| 15º  | -      | Horácio Prol Medeiros              | SP | 2,5    |      | --        | 24,0   | 26,0 | 7,50   | 2039   |
| 16º  | -      | Otavio Moraes Campos               | GO | 2,5    |      | --        | 22,5   | 23,5 | 5,50   | 1713   |
| 17º  | -      | Humberto Franca Vilela             | GO | 2,5    |      | --        | 17,5   | 18,5 | 3,00   | 1958   |
| 18º  | -      | Paulo Sergio Costa                 | GO | 1,5    |      | --        | 22,0   | 24,0 | 3,50   | 1739   |
| 19º  | -      | Mauro Rogerio Peixoto de Araújo    | GO | 1,5    |      | --        | 19,5   | 21,0 | 3,25   | 1744   |

## Semifinais — Região 2 (Norte e Nordeste)
Torneio classificatório da Região Norte/Nordeste realizado em Natal (RN) entre 12 e 15 de novembro de 2016. Foram 7 rodadas pelo Sistema Suíço (mais 4 rodadas do torneio desempate) que definiram as vagas para a final.
Tempo para cada jogador: 90 minutos + 30 segundos de acréscimo por lance.
Sistema de pontuação
- 1,0 ponto por vitória
- 0,5 ponto por empate
- 0,0 ponto por derrota

Critérios de desempate
1. Novo Confronto (somente no caso de empate que define a última vaga)
2. Resultado do Confronto Direto (Somente caso todos os empatados tenham se enfrentado)
3. Buchholz Mediano (excluindo o pior e o melhor resultado)
4. Buchholz com Corte (excluindo o pior resultado)
5. Maior número de vitórias
6. Maior número de jogos com as peças pretas

| Pos. | Título | Nome                             | UF | Pontos | Novo | Confronto | M-Buch | Buch-1 | Berger | Vitórias | Rating |
| ---- | ------ | -------------------------------- | -- | ------ | ---- | --------- | ------ | ------ | ------ | -------- | ------ |
| 1º   | CM     | Nelson da Silva Moraes           | PA | 6,0    | -    | -         | 25,0   | 28,0   | 22,50  | 6        | 2238   |
| 2º   | IM     | Máximo Iack Macedo               | RN | 5,5    | -    | 0,5       | 29,0   | 32,5   | 24,75  | 5        | 2345   |
| 3º   | FM     | Carlos Henrique Lopes Pinto      | RN | 5,5    | -    | 0,5       | 24,5   | 26,0   | 18,75  | 5        | 2097   |
| 4º   | FM     | Paulo F. Jatobá de Oliveira Reis | BA | 5,0    | 4,0  | -         | 22,5   | 24,0   | 17,25  | 4        | 2399   |
| 5º   | NM     | Andrey M. Souza Neves            | AM | 5,0    | 1,0  | -         | 22,5   | 25,0   | 17,50  | 4        | 2200   |
| 6º   | NM     | Marcelo Wanderley Bouwman        | PE | 5,0    | 0,0  | -         | 23,5   | 26,0   | 17,50  | 5        | 2209   |
| 7º   |        | Mario Henrique Andrade Fiaes     | BA | 4,5    | -    | -         | 27,5   | 30,5   | 16,75  | 4        | 2133   |
| 8º   | FM     | Luismar Brito                    | PB | 4,5    | -    | -         | 27,0   | 29,5   | 17,00  | 4        | 2242   |
| 9º   |        | Ignacio C. De Barros Barreto     | CE | 4,5    | -    | -         | 24,5   | 27,0   | 16,00  | 3        | 2267   |
| 10º  | FM     | Vinicius Tine Martins            | PE | 4,0    | -    | -         | 28,0   | 31,5   | 16,25  | 3        | 2296   |
| 11º  | NM     | Williem Silva Barreto Junior     | BA | 4,0    | -    | -         | 24,5   | 27,5   | 14,50  | 3        | 2201   |
| 12º  |        | Alberto Manoel Colares Soares    | PE | 4,0    | -    | -         | 24,5   | 27,0   | 11,50  | 4        | 2113   |
| 13º  | NM     | Rafael Cabral de Souza           | PE | 4,0    | -    | -         | 24,0   | 25,5   | 11,00  | 4        | 2163   |
| 14º  |        | Marcelo Basilio Nunes            | PE | 4,0    | -    | -         | 23,5   | 24,0   | 10,75  | 3        | 2065   |
| 15º  |        | Francisco Quaranta Neto          | RN | 4,0    | -    | -         | 21,5   | 22,0   | 9,75   | 3        | 1996   |
| 16º  | NM     | Nicolau Leitão                   | MA | 4,0    | -    | -         | 21,0   | 23,5   | 13,00  | 1        | 2186   |
| 17º  |        | Emerson de Sousa Veiga           | PA | 4,0    | -    | -         | 21,0   | 23,5   | 12,00  | 4        | 2082   |
| 18º  |        | Arthur Moura Viera da Silva      | PE | 4,0    | -    | -         | 21,0   | 23,0   | 11,00  | 3        | 2029   |
| 19º  |        | Marcio Jordão Barbosa            | RN | 4,0    | -    | -         | 20,0   | 21,5   | 10,25  | 3        | 2056   |
| 20º  |        | Doriedson Lemos                  | PB | 3,5    | -    | -         | 25,0   | 28,0   | 12,25  | 3        | 2173   |
| 21º  | NM     | Rodrigo Yoshio Ferre Hiramine    | PE | 3,5    | -    | -         | 24,0   | 27,0   | 13,00  | 3        | 2080   |
| 22º  | FM     | Máximo Valério Macedo            | RN | 3,5    | -    | -         | 22,0   | 23,5   | 9,50   | 2        | 2044   |
| 23º  |        | Izael Brasilino Arau da Silva    | RN | 3,5    | -    | -         | 19,5   | 21,0   | 9,50   | 3        | 1852   |
| 24º  |        | David Frankental                 | RN | 3,5    | -    | -         | 18,0   | 18,5   | 7,00   | 3        | 1745   |
| 25º  |        | José Murilo Gomes                | RN | 3,0    | -    | -         | 28,5   | 32,0   | 13,50  | 3        | 2002   |
| 26º  |        | Avner Augusto dos Anjos          | PE | 3,0    | -    | -         | 22,0   | 23,5   | 7,00   | 3        | 1956   |
| 27º  |        | Israel Costa Smith de Medeiros   | RN | 3,0    | -    | -         | 21,5   | 23,5   | 8,00   | 3        | 2055   |
| 28º  | NM     | Vitor Firmo de Souza Rocha       | RN | 3,0    | -    | -         | 19,5   | 21,0   | 8,50   | 1        | 2134   |
| 29º  |        | Francisco Biagioni de Lima Jr    | RN | 3,0    | -    | -         | 17,0   | 18,5   | 6,00   | 2        | 1668   |
| 30º  |        | Alan Silva de Lima               | RN | 2,5    | -    | -         | 24,5   | 7,0    | 8,75   | 1        | 2007   |
| 31º  |        | Ricardo Hiroshi Ferr Hiramine    | PE | 2,5    | -    | -         | 23,0   | 26,0   | 7,50   | 2        | 1984   |
| 32º  |        | Marcio Muniz Laranjeira          | PA | 2,5    | -    | -         | 23,0   | 24,5   | 6,50   | 2        | 1969   |
| 33º  |        | Alves Campelo Danilo Cesar de    | PE | 2,5    | -    | -         | 22,5   | 24,5   | 6,25   | 2        | 2010   |
| 34º  |        | Gabriel Victo da Silva Araújo    | PE | 2,5    | -    | -         | 22,0   | 23,5   | 6,25   | 1        | 1913   |
| 35º  |        | Alexandre Soares de Macedo       | RN | 2,5    | -    | -         | 21,5   | 23,0   | 6,50   | 2        | 1825   |
| 36º  |        | Hildebrando Apolon Pereira Fo    | BA | 2,0    | -    | 1         | 20,0   | 20,5   | 2,00   | 2        | 1755   |
| 37º  |        | Enzo Magalhaes de Lima           | RN | 2,0    | -    | 0         | 21,5   | 22,0   | 3,50   | 1        | 1271   |
| 38º  |        | José Gildivan Carneiro           | RN | 1,5    | -    | 1         | 16,5   | 17,0   | 1,75   | 1        | 1615   |
| 39º  |        | Francisco Canindé Sá Carneiro    | RN | 1,5    | -    | 0         | 18,5   | 19,0   | 2,00   | 1        | 1894   |
| 40º  |        | Antonio José de Araújo           | RN | 0,5    | -    | -         | 16,5   | 18,0   | 0,75   | 0        | 1620   |

## Fase final
Os 12 finalistas disputaram o campeonato no sistema de todos contra todos (schuring). O ritmo de jogo foi de 1:30h + 30 segundos de acréscimo por lance.
Sistema de pontuação
- 1,0 ponto por vitória
- 0,5 ponto por empate
- 0,0 ponto por derrota

Critérios de desempate
1. Confronto Direto
2. Sonneborn Berger
3. Sistema Koya
4. Maior número de vitórias
5. Maior número de jogos com as peças pretas

| Pos. | Titulo | Nome                          | Pontos | Confronto | Berger | Koya | Vitórias | Pretas | Rating |
| ---- | ------ | ----------------------------- | ------ | --------- | ------ | ---- | -------- | ------ | ------ |
| 1º   | GM     | Everaldo Matsuura             | 8,5    | 0,5       | 41,50  | 3,5  | 6        | 6      | 2480   |
| 2º   | GM     | Alexandr Fier                 | 8,5    | 0,5       | 39,00  | 2,5  | 6        | 6      | 2581   |
| 3º   | GM     | Felipe El Debs                | 8,0    | -         | 41,00  | 3,5  | 6        | 6      | 2523   |
| 4º   | GM     | Krikor Mekhitarian            | 7,5    | -         | 34,50  | 2,5  | 6        | 5      | 2561   |
| 5º   | CM     | Vitor Roberto Castro Carneiro | 6,5    | 0,5       | 30,00  | 2,0  | 5        | 5      | 2426   |
| 6º   | IM     | Renato R. Quintiliano Pinto   | 6,5    | 0,5       | 26,00  | 1,0  | 5        | 5      | 2491   |
| 7º   | FM     | Paulo F. Jatobá de O. Reis    | 5,0    | -         | 20,50  | 1,0  | 4        | 6      | 2397   |
| 8º   | IM     | Máximo Iack Macedo            | 4,5    | -         | 17,25  | 1,0  | 2        | 6      | 2366   |
| 9º   | FM     | Rafael Figueiredo de Paula    | 4,0    | -         | 15,75  | 1,0  | 2        | 5      | 2322   |
| 10º  | FM     | Ivan Kuhlmann Nogueira        | 3,5    | -         | 14,25  | 1,5  | 3        | 4      | 2308   |
| 11º  | -      | Andrey M. Souza Neves         | 2,5    | -         | 12,50  | 1,0  | 2        | 5      | 2218   |
| 12º  | FM     | Carlos Henrique Lopes Pinto   | 1,0    | -         | 3,75   | 0,0  | 0        | 6      | 2121   |

### Tabela de resultados
| Nº | Jogador                    | Rating | 1 | 2 | 3 | 4 | 5 | 6 | 7 | 8 | 9 | 10 | 11 | 12 | Total |
| -- | -------------------------- | ------ | - | - | - | - | - | - | - | - | - | -- | -- | -- | ----- |
| 1  | Everaldo Matsuura          | 2480   | - | ½ | ½ | ½ | 1 | 1 | 1 | ½ | 1 | ½  | 1  | 1  | 8½    |
| 2  | Alexandr Fier              | 2581   | ½ | - | ½ | ½ | ½ | ½ | 1 | 1 | 1 | 1  | 1  | 1  | 8½    |
| 3  | Felipe El Debs             | 2523   | ½ | ½ | - | ½ | 1 | 1 | 1 | ½ | 1 | 1  | 0  | 1  | 8     |
| 4  | Krikor Mekhitarian         | 2561   | ½ | ½ | ½ | - | 0 | 1 | 0 | 1 | 1 | 1  | 1  | 1  | 7½    |
| 5  | Vitor Roberto Carneiro     | 2426   | 0 | ½ | 0 | 1 | - | ½ | 1 | 1 | ½ | 0  | 1  | 1  | 6½    |
| 6  | Renato Quintiliano Pinto   | 2491   | 0 | ½ | 0 | 0 | ½ | - | 1 | 1 | ½ | 1  | 1  | 1  | 6½    |
| 7  | Paulo Jatobá Reis          | 2397   | 0 | 0 | 0 | 1 | 0 | 0 | - | 1 | ½ | 1  | 1  | ½  | 5     |
| 8  | Maximo Iack Macedo         | 2366   | ½ | 0 | ½ | 0 | 0 | 0 | 0 | - | ½ | 1  | 1  | 1  | 4½    |
| 9  | Rafael Figueiredo de Paula | 2322   | 0 | 0 | 0 | 0 | ½ | ½ | ½ | ½ | - | 1  | 0  | 1  | 4     |
| 10 | Ivan Nogueira              | 2308   | ½ | 0 | 0 | 0 | 1 | 0 | 0 | 0 | 0 | -  | 1  | 1  | 3½    |
| 11 | Andrey Neves               | 2218   | 0 | 0 | 1 | 0 | 0 | 0 | 0 | 0 | 1 | 0  | -  | ½  | 2½    |
| 12 | Carlos Lop Pinto           | 2121   | 0 | 0 | 0 | 0 | 0 | 0 | ½ | 0 | 0 | 0  | ½  | -  | 1     |